# Frestensfälla
Frestensfälla, även benämnt Frestensfälle, är en mindre by bestående av tre gårdar i Östra Karups socken i Båstads kommun. Frestensfälla angränsar till och omges av flera byar i både Skåne och Hallands län, däribland Hunnestorp, Tjuvhult, Bingsgärde, Baramossa, Högaskog, Brödalt och Lya.

## Etymologi
Ortnamnet bör ha uppkommit som en sammanslagning av Frostens fälle eller möjligen Frostes fälle, där både Frosten och Froste är gamla fornnordiska namn. Den andra delen av ortnamnet, -fälla eller -fälle, är ett uttryck för att röja mark genom skogsavverkning eller svedjebruk.

## Historia
Namnet omnämns i skrift redan år 1406, då som Frostansfelle bestående av tre gårdar, men kan ha anor tillbaka till 1100- och 1200-talen. Mer kontinuerliga uppgifter om boende i Frestensfälla finns bevarade från och med mitten av 1600-talet och framåt.
Under 1700-talet och framåt togs torv från mossarna i Frestensfälle och användes vid Skottorps slott som s.k. herrskapstorv.
Större omformning av byn ägde rum under 1840-talet då nya gårdar tillkom. Under slutet av 1800-talet och under 1900-talet första hälft slogs dessa successivt samman till de tre gårdar som finns kvar. Ruiner finns fortfarande kvar av de gårdar som övergavs.

## Geografi
Frestensfälla är beläget på Hallandsåsen invid länsgränsen mellan Skåne och Hallands län några kilometer från motorväg E6/E20.  Dess högsta topp ligger strax över 200 m över havet. Till större delen består byn av jordbruksmark med inslag av löv- och barrskog samt torvmossar. Dalabäcken, som rinner norrut och ner till Hasslöv via Brante källa, har sin källa här.
I östra delen av Frestensfälla har Länsstyrelsen i Skåne län identifierat ett Naturvårdsprogramområde med objektnamnet Frestensfälla Öst. Som sådant är det ett fodermarksområde med lång hävdkontinuitet, samt med våtmark och sumpskog med stora biologiska värden.
Bjäre Naturskyddsförening upprätthåller en slåtteräng inom området under länsstyrelsens och kommunens naturvårdsprogram.